# 艾瑞克·艾萨克斯
艾瑞克·艾萨克斯（英語：Eric Isaacs）是一位美国物理学家，曾在贝尔实验室工作了15年。2003年入职阿贡国家实验室，后曾任阿贡国家实验室主任（2009-2014）、芝加哥大学教务长（2014-2016）及副校长（2016-2018）。2018年起担任卡内基科学研究所第11任所长。